# Campeonato Capixaba de Futebol de 2014 - Série B
O Campeonato Capixaba de Futebol da Série B de 2014  começou em 25 de janeiro e reuniu oito equipes. A equipe campeã do campeonato, Sport Capixaba e a equipe vice-campeã, Atlético de Itapemirim, garantiram vaga no Capixabão de 2015.

## Participantes
- Atlético de Itapemirim (Itapemirim)
- Cachoeiro (Cachoeiro do Itapemirim)
- GEL (Serra)
- Rio Branco (Vitória)
- Serra (Serra)
- Sport Capixaba (Domingos Martins)
- Tupy (Vila Velha)
- Unidos (São José do Calçado)

## Premiação
| Campeonato Capixaba Série B de 2014 |
| Bandeira de Domingos Martins        |
| ----------------------------------- |
| Sport Capixaba Campeão (1° título)  |